# Алай, Сергей Петрович
Сергей Петрович Алай (бел. Сяргей Пятровіч Алай, 11 июня 1965, Минск, Белорусская ССР, СССР) — советский и белорусский легкоатлет, выступавший в метании молота. Участвовал в летних Олимпийских играх 1996 года.

## Биография
Сергей Алай родился 11 июня 1965 года в Минске.
С 1984 года выступал в легкоатлетических соревнованиях, представлял минский «Труд».
В 1993 году впервые выступил на чемпионате мира в Штутгарте, где занял 4-е место с результатом 79,02 метра и уступив 52 сантиметра бронзовому призёру — Тибору Гечеку из Венгрии.
В 1995 году на чемпионате мира в Гётеборге расположился на 6-й позиции, метнув молот на 76,66 метра. Его отставание от вновь выигравшего бронзу Гечека составило 4,32 метра.
В 1996 году вошёл в состав сборной Белоруссии на летних Олимпийских играх в Атланте. В квалификации поделил 11-12-е места с российским молотобойцем Ильёй Коноваловым (75,10). В финале занял 8-е место (77,38), уступив 3,86 метра ставшему чемпионом венгру Балажу Кишу.
Завершил спортивную карьеру в 1997 году.

## Личный рекорд
- Метание молота — 82,00 (12 мая 1992, Стайки)[3]